# Smolary (Gniezno)
Pour les articles homonymes, voir Smolary.
Smolary (prononciation : [smɔˈlarɨ]) est un village polonais de la gmina de Trzemeszno dans le powiat de Gniezno de la voïvodie de Grande-Pologne dans le centre-ouest de la Pologne.
Il se situe à environ 8 kilomètres au nord-ouest de Trzemeszno (siège de la gmina), à 14 kilomètres au nord-est de Gniezno (siège du powiat) et à 62 kilomètres au nord-est de Poznań (capitale régionale).
Le village possédait une population de 83 habitants en 2011.

## Histoire
De 1975 à 1998, le village faisait partie du territoire de la voïvodie de Bydgoszcz.

Depuis 1999, Smolary est situé dans la voïvodie de Grande-Pologne.